# Křížová (předměstí Brna)

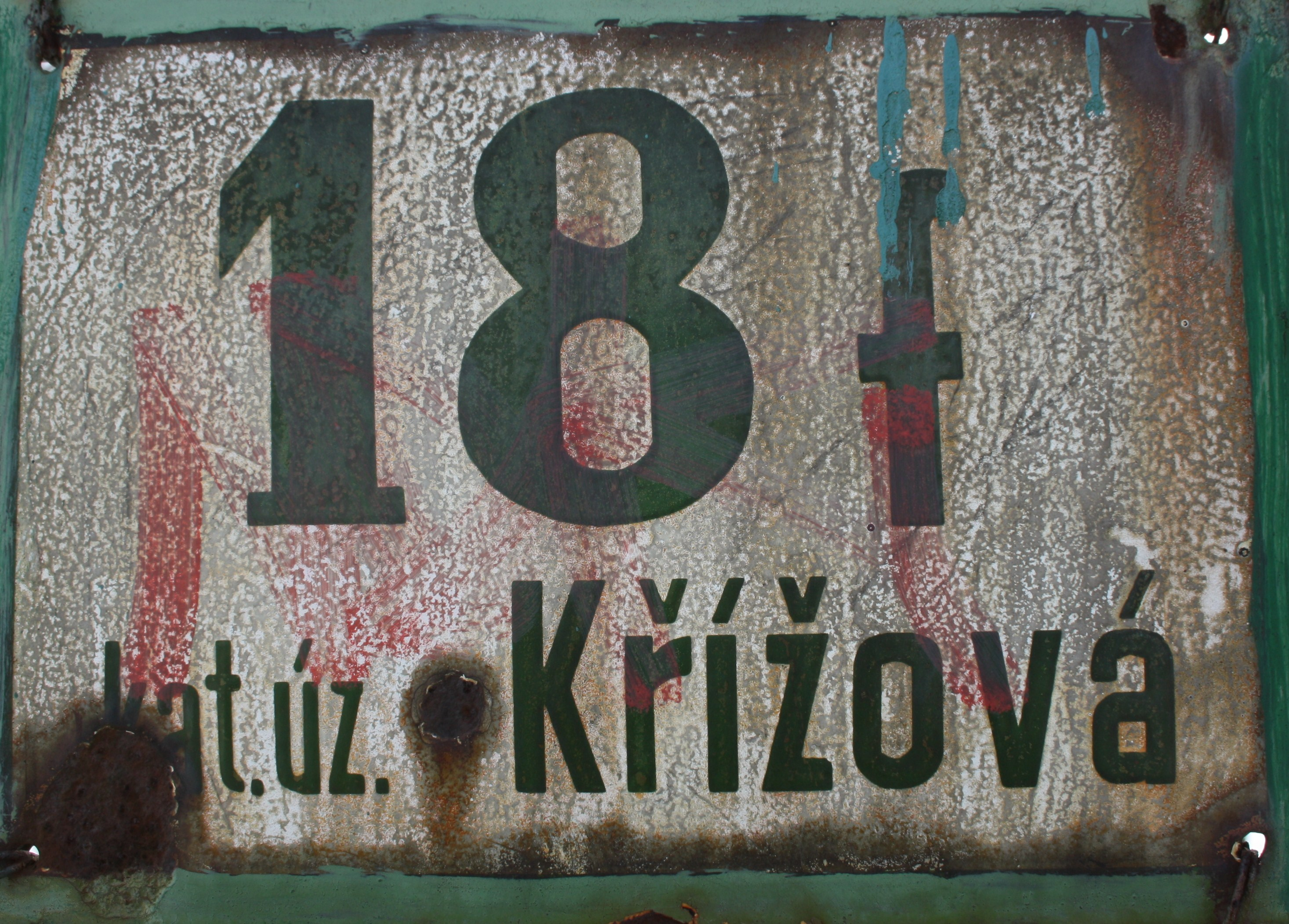
Historická tabulka s číslem popisným 18f, která se v ulici Kraví hora na plotě ohraničujícím parcely 784 a 795/8 moderního katastrálního území Veveří (fotografie z února 2010)

Křížová je bývalá předměstská čtvrť Brna a zrušené katastrální území, které se rozkládalo na severozápadě městské části Brno-střed a jihu městské části Brno-Žabovřesky, a zahrnovalo původně většinu katastrálního území Stránice, část katastrálního území Pisárky severně od ulice Hlinky, část katastrálního území Staré Brno na jihu ohraničenou ulicí Hlinky, areálem pivovaru Starobrno a Pivovarskou ulicí, včetně severozápadní části dnešního areálu nemocnice u Svaté Anny, ulice Sladová a většiny Pellicovy ulice, západní část katastrálního území Město Brno na jihozápadním, západním a severozápadním svahu kopce Špilberku, přibližně polovinu katastrálního území Veveří ohraničenou na východě dnešní ulicí Veveří, a okrajovou jižní část katastrálního území Žabovřesky.
Křížová se jako Křížovnické Území konstituovala už ve 13. století. Na většině území se až do 19. století rozkládaly vinice, a zástavba Křížové se nacházela jen v západní části Pekařské ulice, kde se původně nacházela johanitská komenda s kostelem. Před rokem 1850 byl katastr Křížové rozšířen o pozemky překatastrované od tehdejší obce Žabovřesky. Součástí Brna se Křížová stala 6. července 1850. V 70. letech a 80. letech 19. století začala na katastru Křížové vznikat zástavba západní části nové čtvrti Veveří. V 90. letech 19. století začala v katastru Křížové s rozvojem průmyslu vznikat také zástavba tzv. „Úřednické čtvrti“, přejmenované od 17. června 1925 na Masarykovu čtvrť. Roku 1927 došlo k úpravě hranice s katastrálním územím Žabovřesky.
Při katastrální reformě Brna začátkem 40. let 20. století byla jihovýchodní část Křížové ohraničená dnešními ulicemi Úvoz a Gorkého začleněna do rozšířeného katastrálního území Špilberk, severozápadní část areálu nemocnice u Svaté Anny se zase stala součástí katastrálního území Staré Brno. Katastrální území Křížová bylo potom zrušeno ve druhé polovině 60. let 20. století při radikální katastrální reformě Brna a rozděleno mezi dnes existující katastrální území.
Dodnes lze v místech nad ulicí Rybkova na plotech zahrádek a v Pisárkách nad ulicí Lipová nalézt tabulky s evidenčním číslem a nápisem „kat. úz. Křížová“.